# Trachycarpus fortunei
Китайська віялова пальма, вітряна пальма або піднята віялова пальма (Trachycarpus fortunei) — вид родини Arecaceae, який походить із центрального та східного Китаю, але висаджується як декоративна рослина в усіх помірних зонах, з великою поширеністю в країнах Середземномор'я, завдяки її хорошій стійкості до холоду та високих температур.

## Опис
Стовбур досягає до 12 м у висоту, покритий оболонками з опалого листя, що надає йому «волохатого» вигляду. Листя пальчасті, з лопаттю близько 50 см завдовжки та 75 см завширшки, з черешками з зубчастими краями.
Її легко відрізнити від віялової пальми (Chamaerops humilis), яка є середземноморською пальмою, невеликою і часто висаджується в садах, оскільки віялова пальма має найдовший черешок (до трьох разів перевищує довжину кінцівки) і колюча.

## Вирощування
Trachycarpus fortunei вирощують як декоративну пальму в садах і парках по всьому світу в теплому, помірному та субтропічному кліматі. Її стійкість до прохолодного літа та холодної зими робить її високо цінованою любителями пальм, озеленювачами та садівниками. Вона успішно культивується в океанічному кліматі, наприклад у Великій Британії, Франції, Бельгії, Нідерландах, західній Польщі та південній Німеччині. Її найбільш очевидне поширення в Європі можна побачити на берегах озера Маджоре, між Швейцарією та Італією, де пальма росте в дикому вигляді, стаючи інвазивною рослиною.
У Північній Америці дорослі екземпляри можна знайти в прибережних районах північно-західної частини Тихого океану, на півночі Мексики, на півдні Сполучених Штатів і в штатах Атлантичного узбережжя.
Зазвичай доросла пальма витримує від -15 до -20. °C. Молоді рослини менш стійкі і можуть бути пошкоджені за температури від –8 °C

## Таксономія
Trachycarpus fortunei вперше був описаний Вільямом Джексоном Гукером як Chamaerops fortunei, а пізніше Герман Вендланд відніс його до роду Trachycarpus і опублікував у Bulletin de la Société Botanique de France, 8, p. 429 у 1861 р.

## Етимологія
Trachycarpus : загальна назва походить від грецьких слів: trachus = «шорсткий» і karpos = «плід», що належить до плоду зі зморшкуватою поверхнею.
fortunei : епітет, даний на честь Роберта Форчуна, ботаніка, який представив чайну рослину в Індії.

## Синоніміка
- Chamaerops fortunei
- Trachycarpus caespitosus
- Trachycarpus wagnerianus

## Галерея

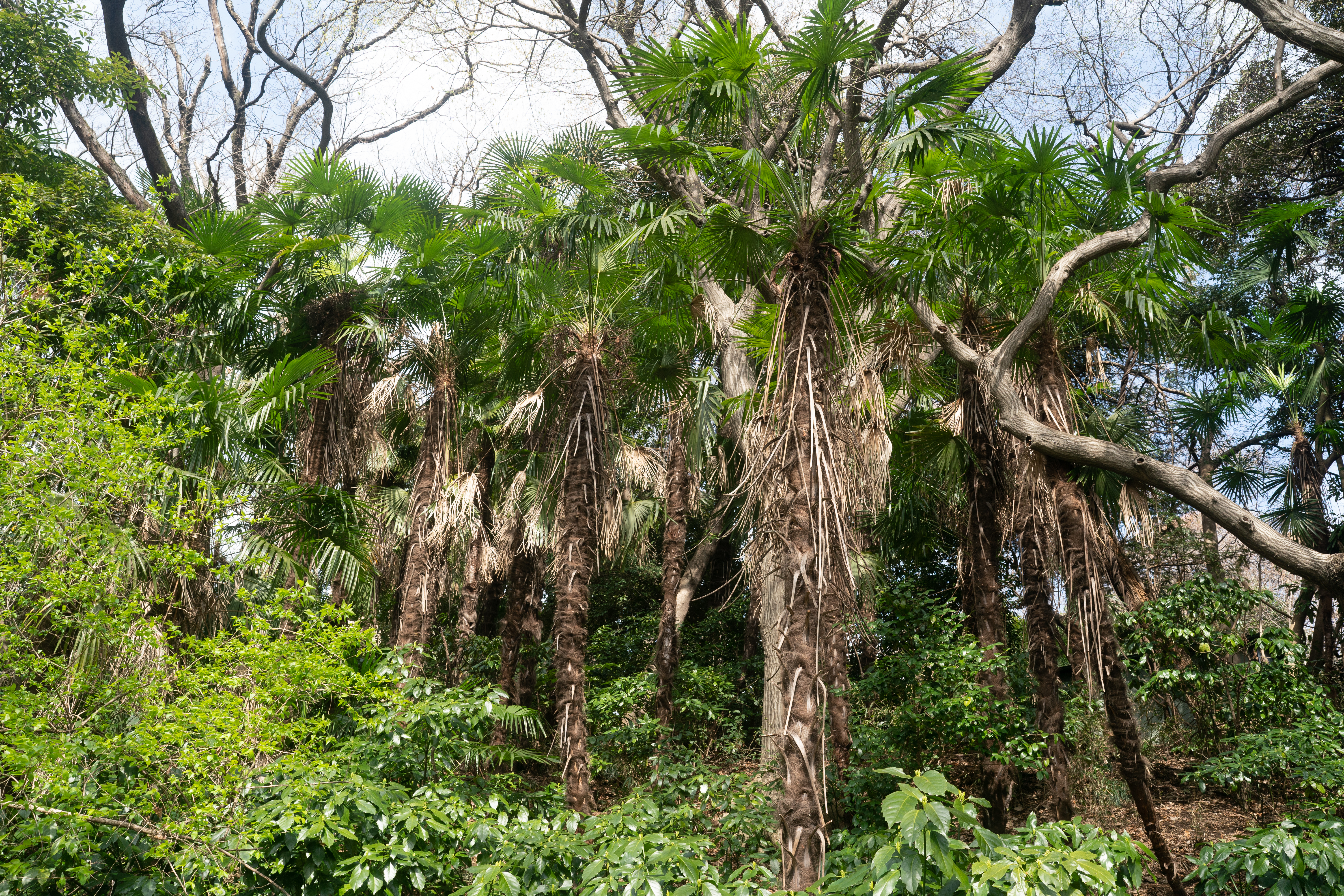
Рослина
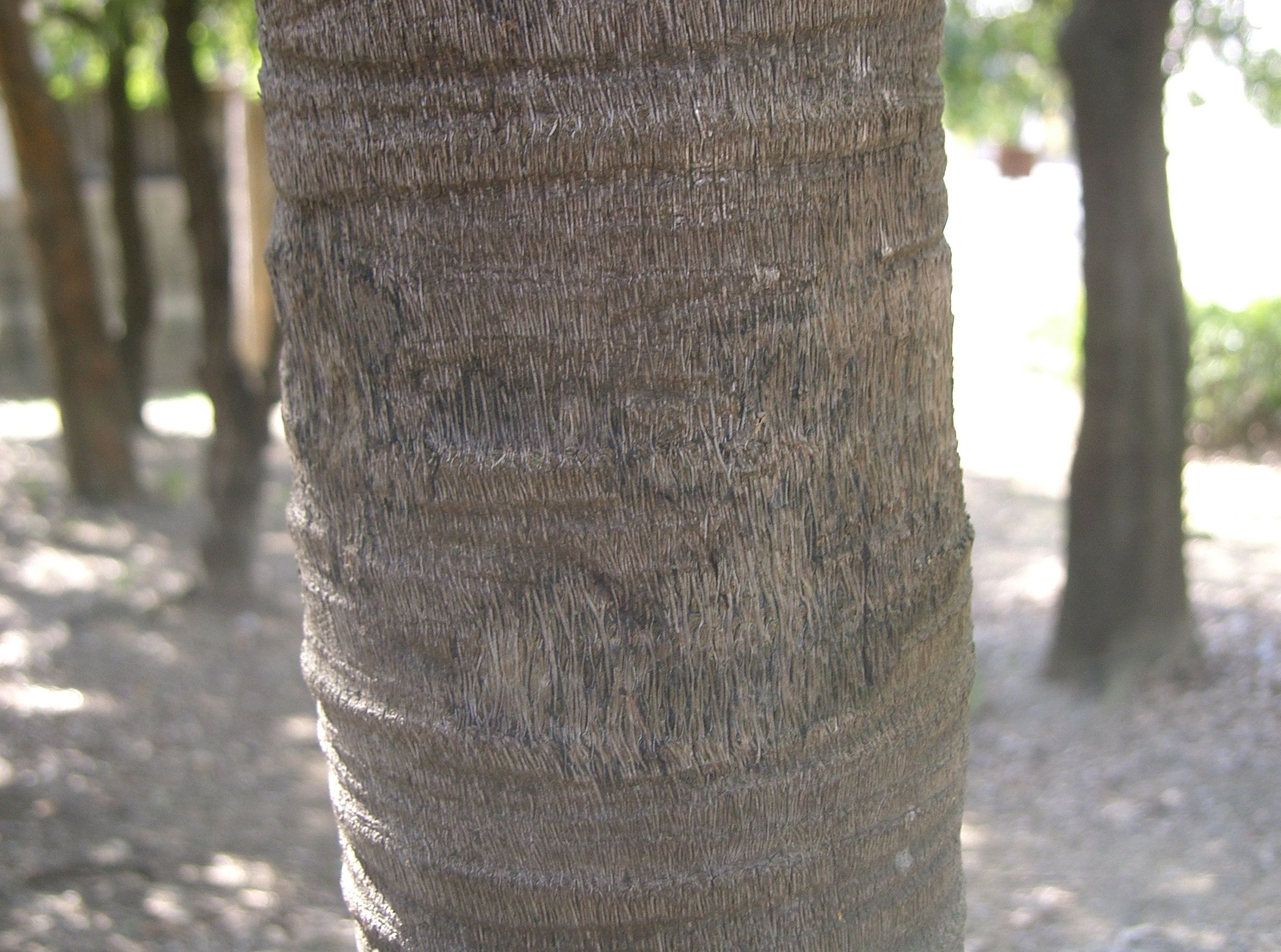
Стовбур
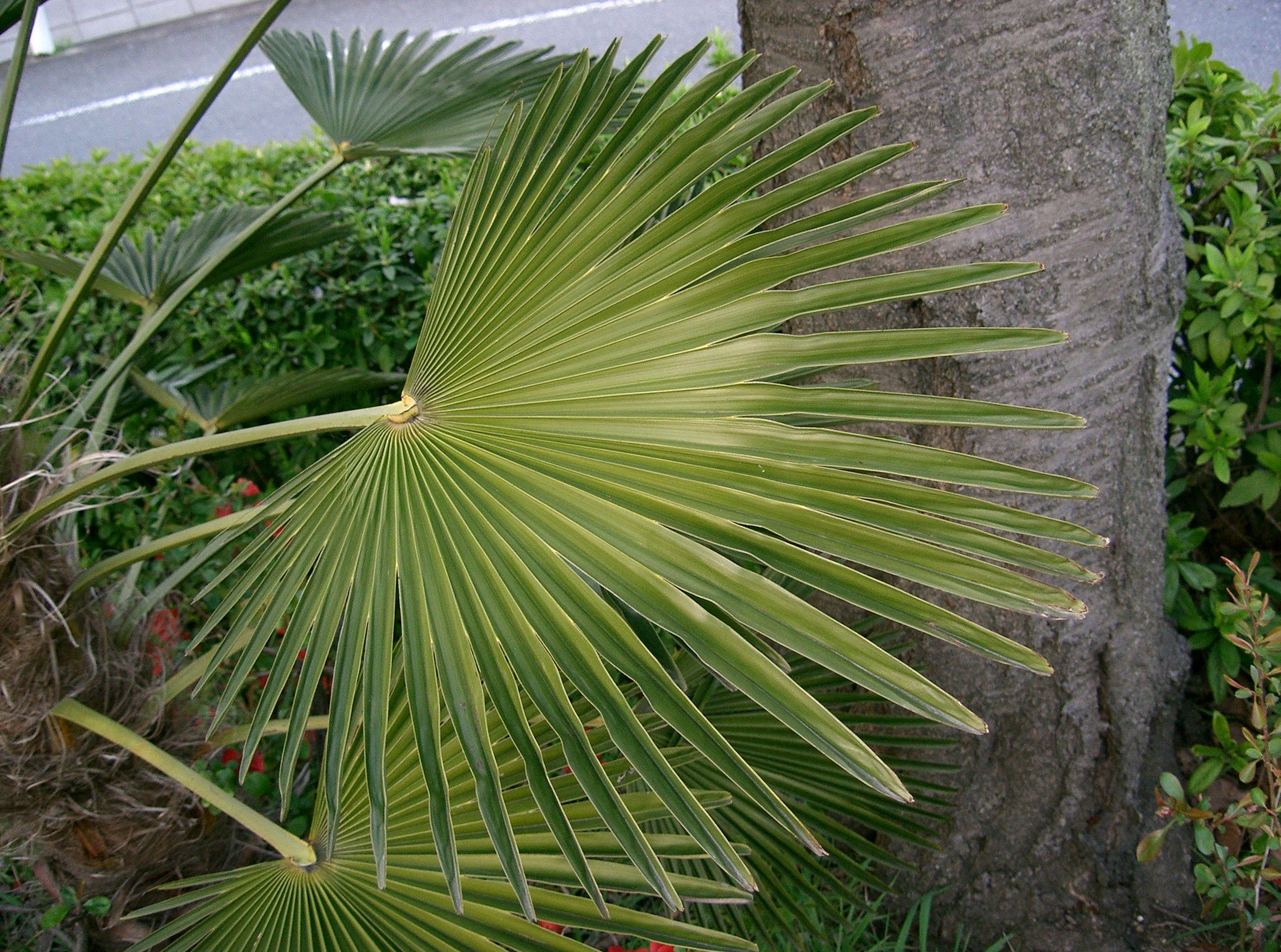
Листя
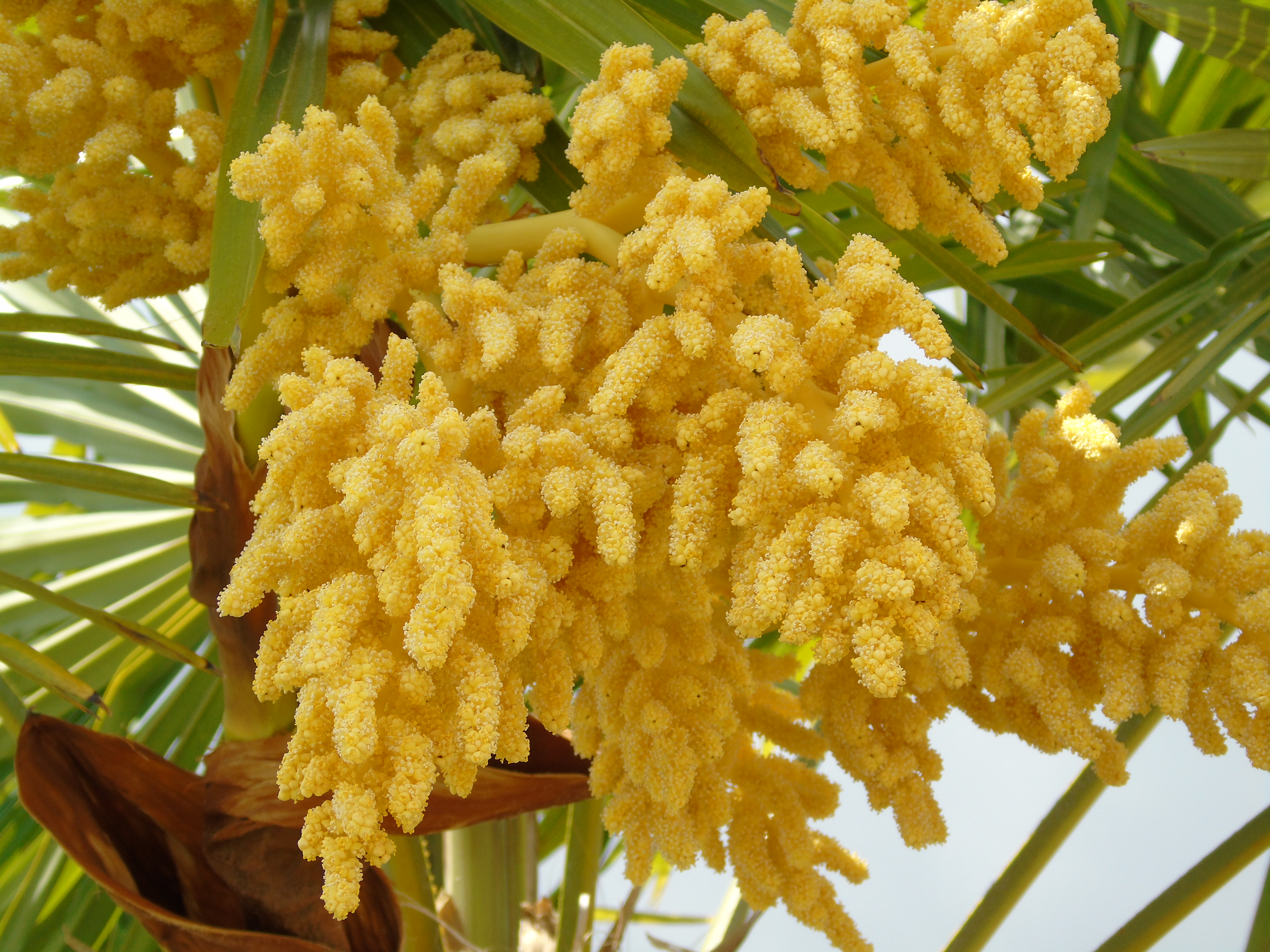
Квіти
Плоди